# Maxus
SAIC Maxus Automotive Co., Ltd. (пиньинь Datong (大通)) — дочернее подразделение китайской компании SAIC Motor. Название Maxus компания получила в честь LDV Maxus.

## История
Первая модель компании Maxus — V80 — была представлена в апреле 2011 года на Лондонском автосалоне. В том же месяце компания SAIC Motor подписала соглашение о назначении базирующейся в Малайзии группы WestStar официальным дистрибьютором V80 в Азиатско-Тихоокеанском регионе. Презентация V80 состоялась 29 июня 2011 года в Шанхае. Продажи автомобилей Maxus в Малайзии начались в 2012 году по дистрибуции WMC Group. В сентябре 2013 года было объявлено, что автомобили Maxus будут продаваться в Таиланде с 2014 года в рамках сделки между SAIC и SAIC Motor-CP Co.
С апреля 2013 года дочерняя компания Kauffman Group Andes Motor является официальным дистрибьютором бренда Maxus в Чили. В июле 2017 года Чили стала первым зарубежным рынком, на котором продаётся пикап T60, где он добился полного успеха, заняв за год 10 место по продажам пикапов в Чили, опередив всех китайских конкурентов по данным Национальной автомобильной ассоциации Чили и побудив Andes Motor расширить свою дилерскую сеть Maxus по всей стране.
В октябре 2013 года дистрибьютором автомобилей Maxus в Саудовской Аравии стал Haji Husein Alireza & Co. Ltd.
В марте 2014 года была представлена вторая серийная модель — G10. В том же месяце продажи автомобилей Maxus начались в Иране, Сирии и ОАЭ.
14 декабря 2015 года бренд Maxus официально был запущен в Гонконге, а V80 и G10 продавались при сотрудничестве с Inchcape Group. В Сингапуре бренд был запущен 17 декабря 2015 года совместно с Cycle & Carriage в качестве официального дистрибьютора, который также был официальным спонсором транспортных средств для 8-го мероприятия ASEAN Para Games 2015.
2 октября 2018 года корпорация Ayala объявила, что AC Motors является официальным дистрибьютором автомобилей Maxus на Филиппинах.
6 ноября 2023 года подразделение SAIC Maxus официально представило микроавтобусы Xintu.

## Модельный ряд

### Текущий

#### D Series (SUV)
- Maxus D60 (2019 — настоящее время)
  - Maxus Mifa 6, электрический вариант D60 (2023 — настоящее время)
  - Maxus Euniq 6, электрический вариант D60 (2019—2023)
- Maxus D90 (2017 — настоящее время)
  - Maxus Territory, люксовый вариант D90 (2022 — настоящее время)

#### G Series (MPV)
- Maxus G10 (2014 — настоящее время)
  - Maxus RG10, RV на базе G10 (2019 — настоящее время)
  - Maxus EG10, электрический вариант G10 (2016 — настоящее время)
- Maxus G20 (2019 — настоящее время)
  - Maxus Mifa, вариант G20 на водородных топливных элементах (2022 — настоящее время)
  - Maxus Euniq 7, электрический вариант G20 (2020—2023)
- Maxus G50 (2018 — настоящее время)
  - Maxus Mifa 5, электрический вариант G50 (2023 — настоящее время)
  - Maxus Euniq 5, электрический вариант G50 (2019—2023)
- Maxus G70 (2023 — настоящее время)
  - Maxus Mifa 7 (2023 — настоящее время)
- Maxus G90 (2022 — настоящее время)
  - Maxus Mifa 9 (2021 — настоящее время)

#### T Series (Пикапы)
- Maxus T60 (2016 — настоящее время)
- Maxus T70 (2019 — настоящее время)
- Maxus T90 (2021 — настоящее время)
- Maxus eTerron 9 (2024 — настоящее время)

#### V Series (Фургоны)
- Maxus Dana V1 (2023 — настоящее время)
  - Maxus Dana M1 — пассажирская версия Dana V1 (2023 — настоящее время)

- Maxus EV30 (2018 — настоящее время)
- Maxus V70 (2022 — настоящее время)
  - Maxus EV70, электрический вариант V70 (2023 — настоящее время)
- Maxus V80 (2011 — настоящее время)
  - Maxus RV80, RV на базе V80 (2016 — настоящее время)
  - Maxus EV80, электрический вариант V80 (2014 — настоящее время)
  - Maxus FCV80, расширенный вариант V80
  - Maxus SV62 (V80)
- Maxus V90 (2019 — настоящее время)

#### RV
- Maxus V100 (на базе V90)
- Maxus V80
- Maxus H90 (на базе Iveco Daily Ousheng)
- Maxus

### Модели, снятые с производства
- Maxus Istana
- Maxus LD100

### Концепт-кары
- Maxus Tarantula (2017)
- Maxus GST (2023)

## Галерея

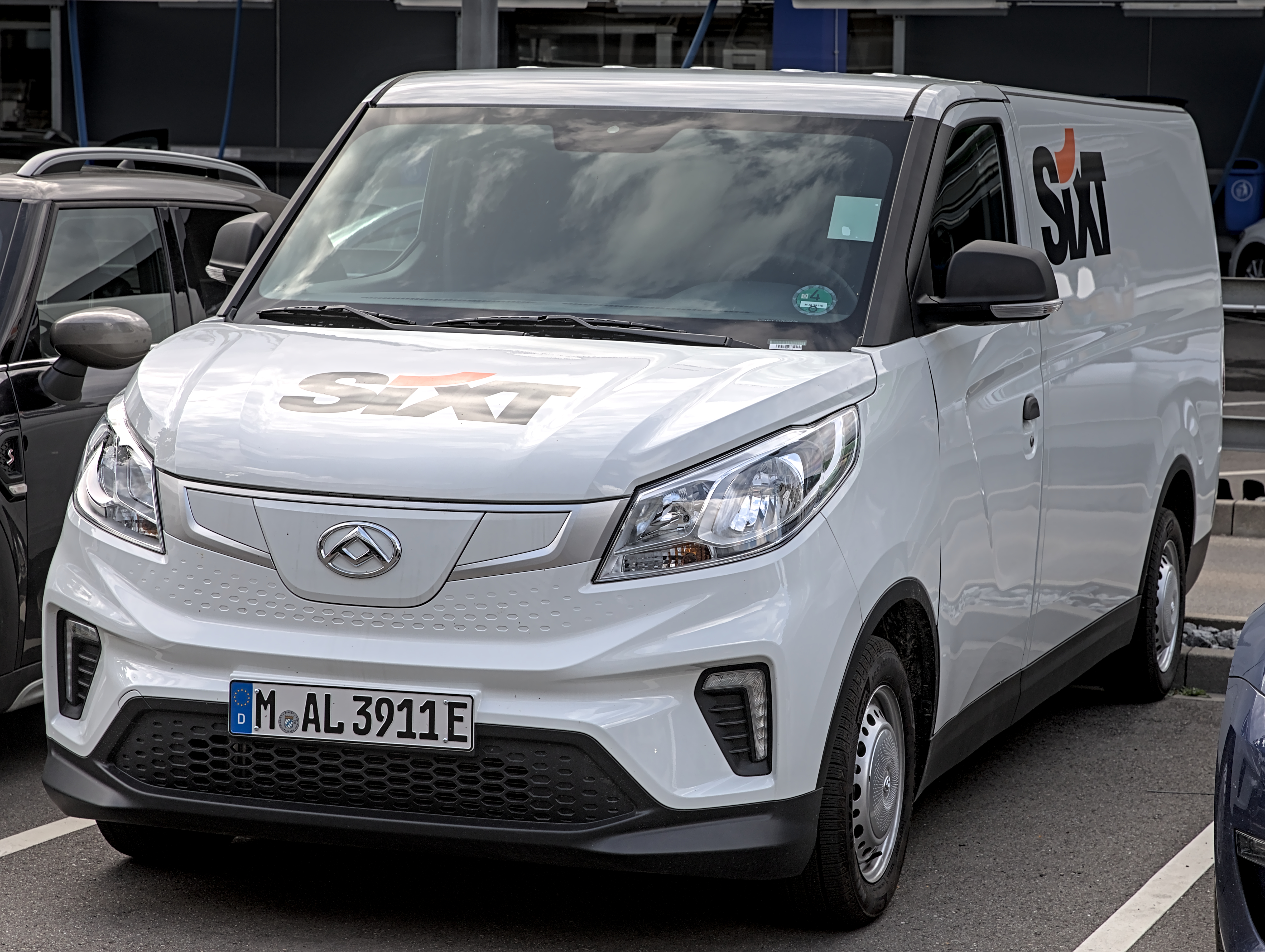
Maxus EV30 (2019 — настоящее время)
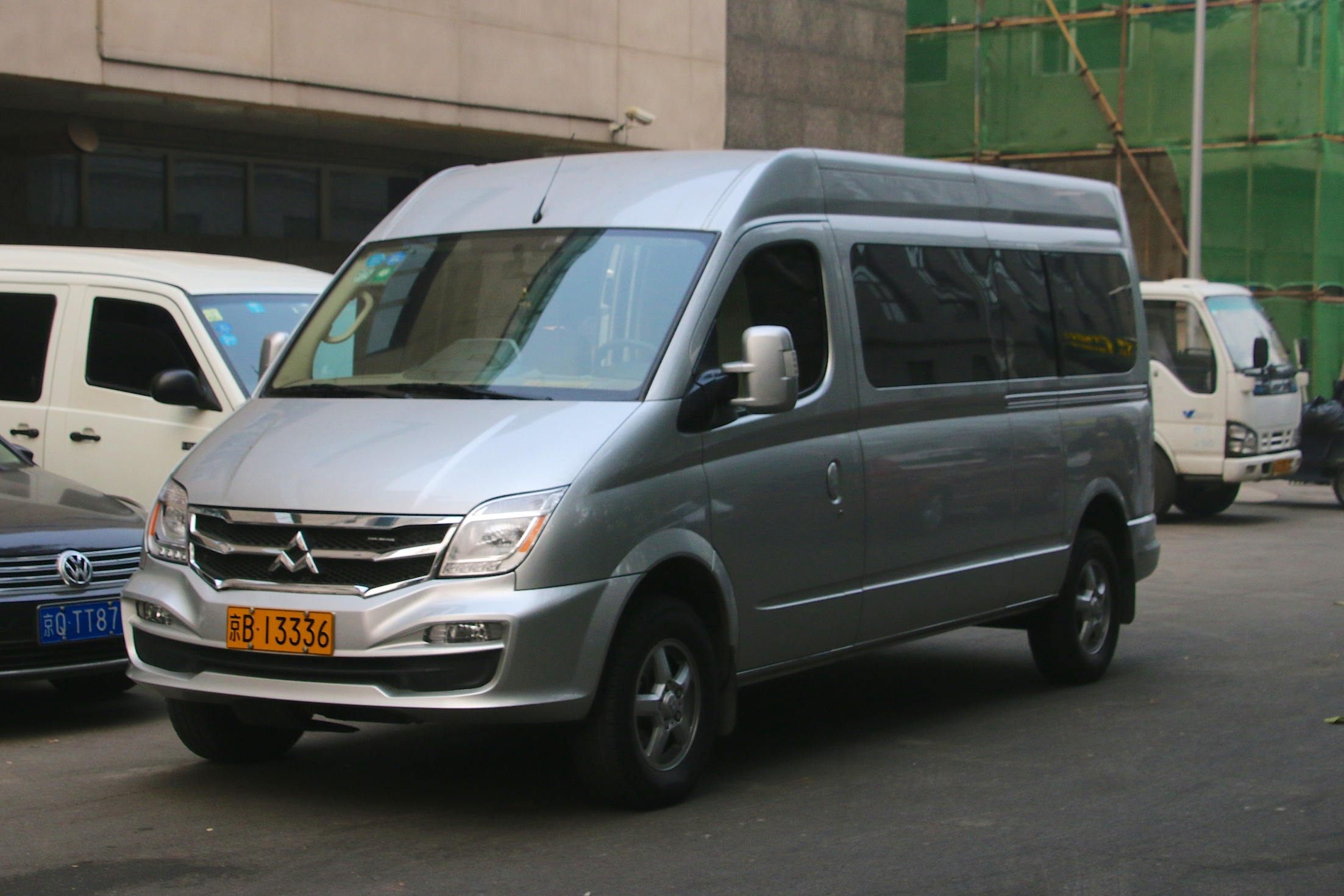
Maxus V80 (2011 — настоящее время)
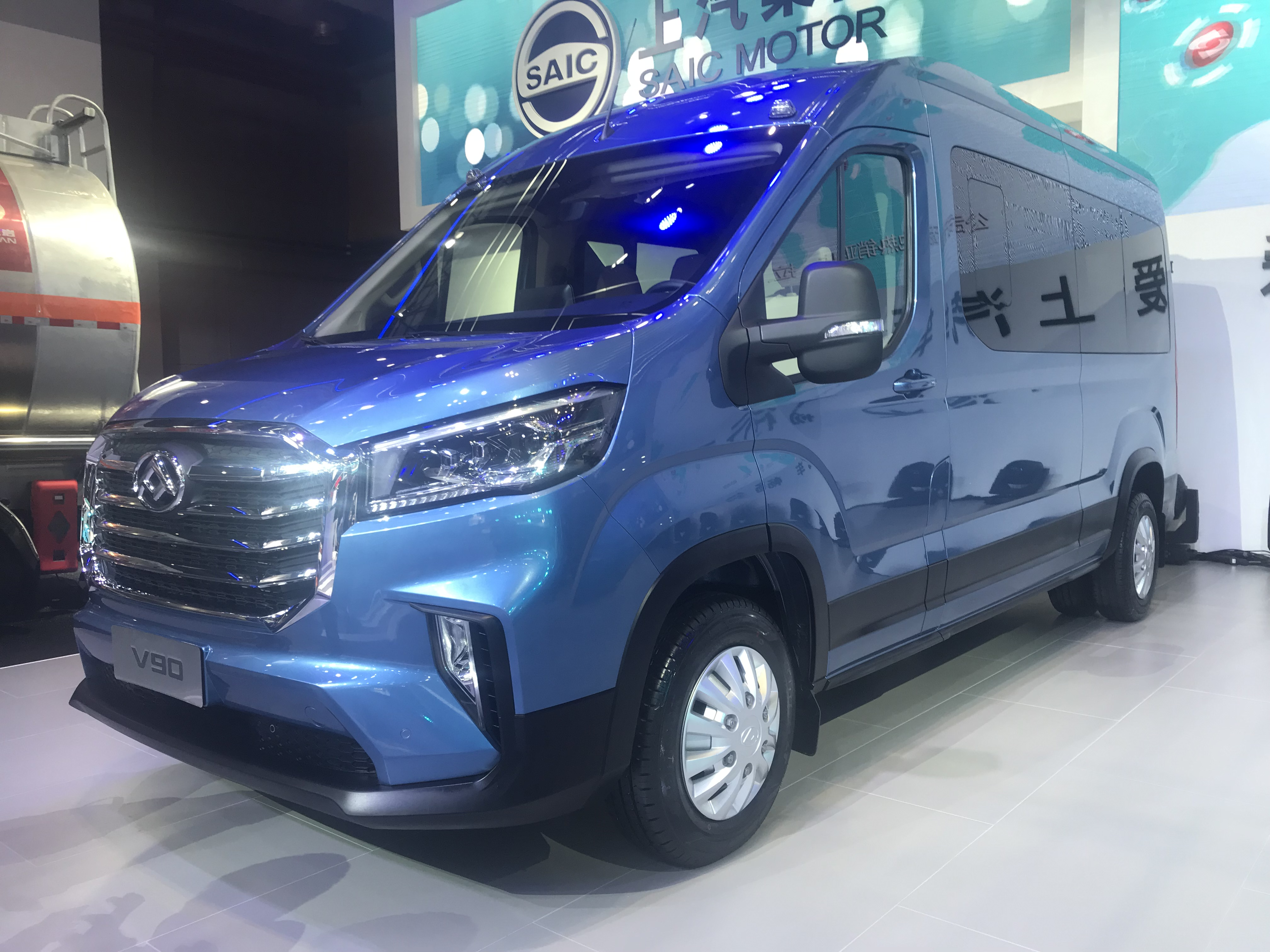
Maxus V90 (2019 — настоящее время)
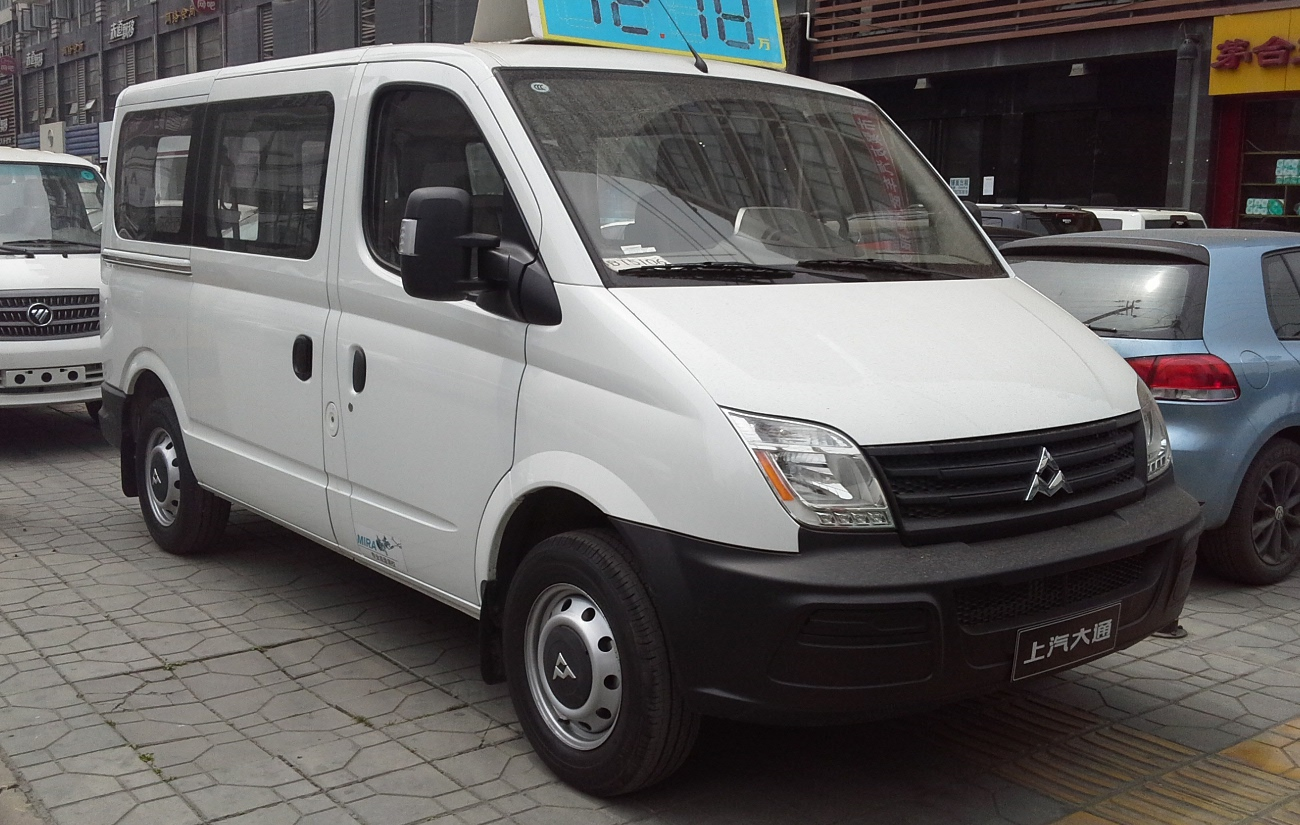
Maxus LD100 (2005—2009)  Maxus V80 (2009—2011)
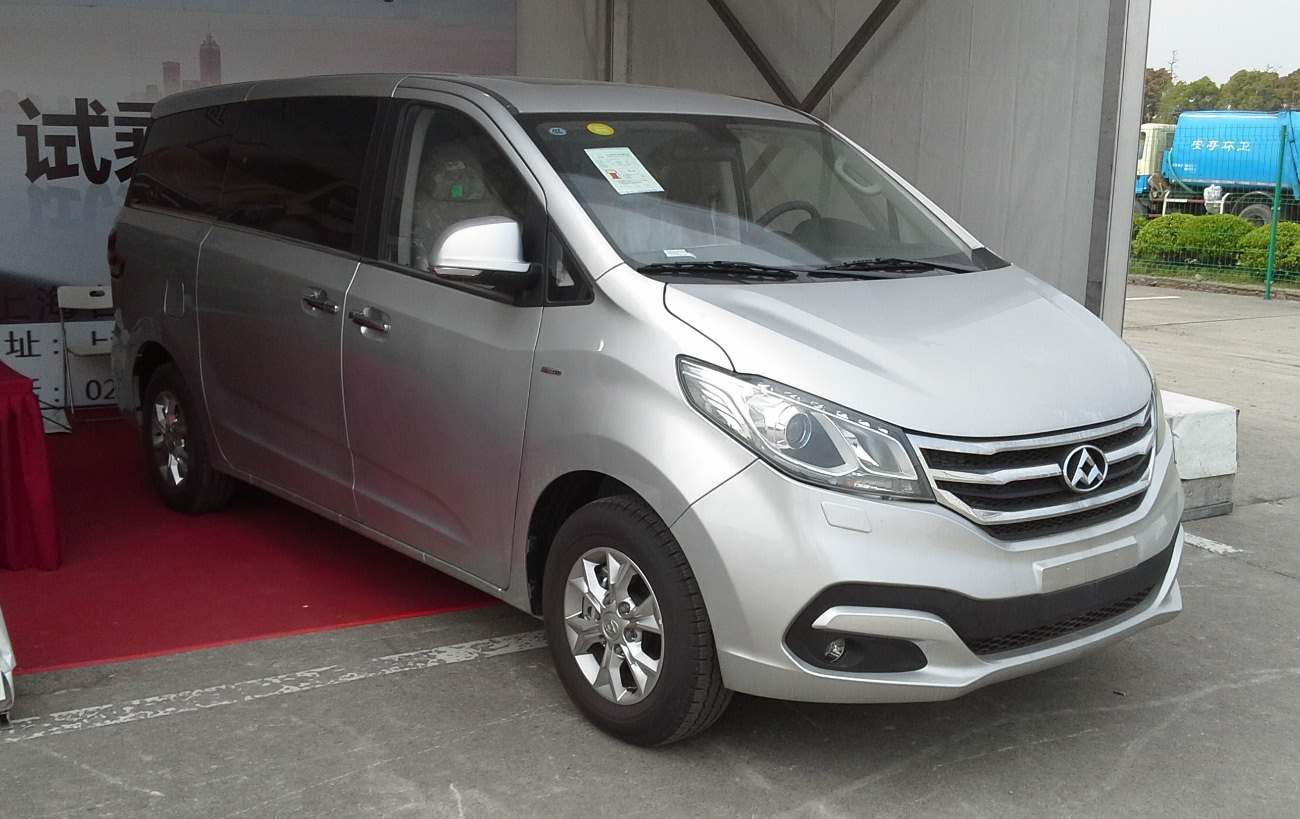
Maxus G10 (2014 — настоящее время)
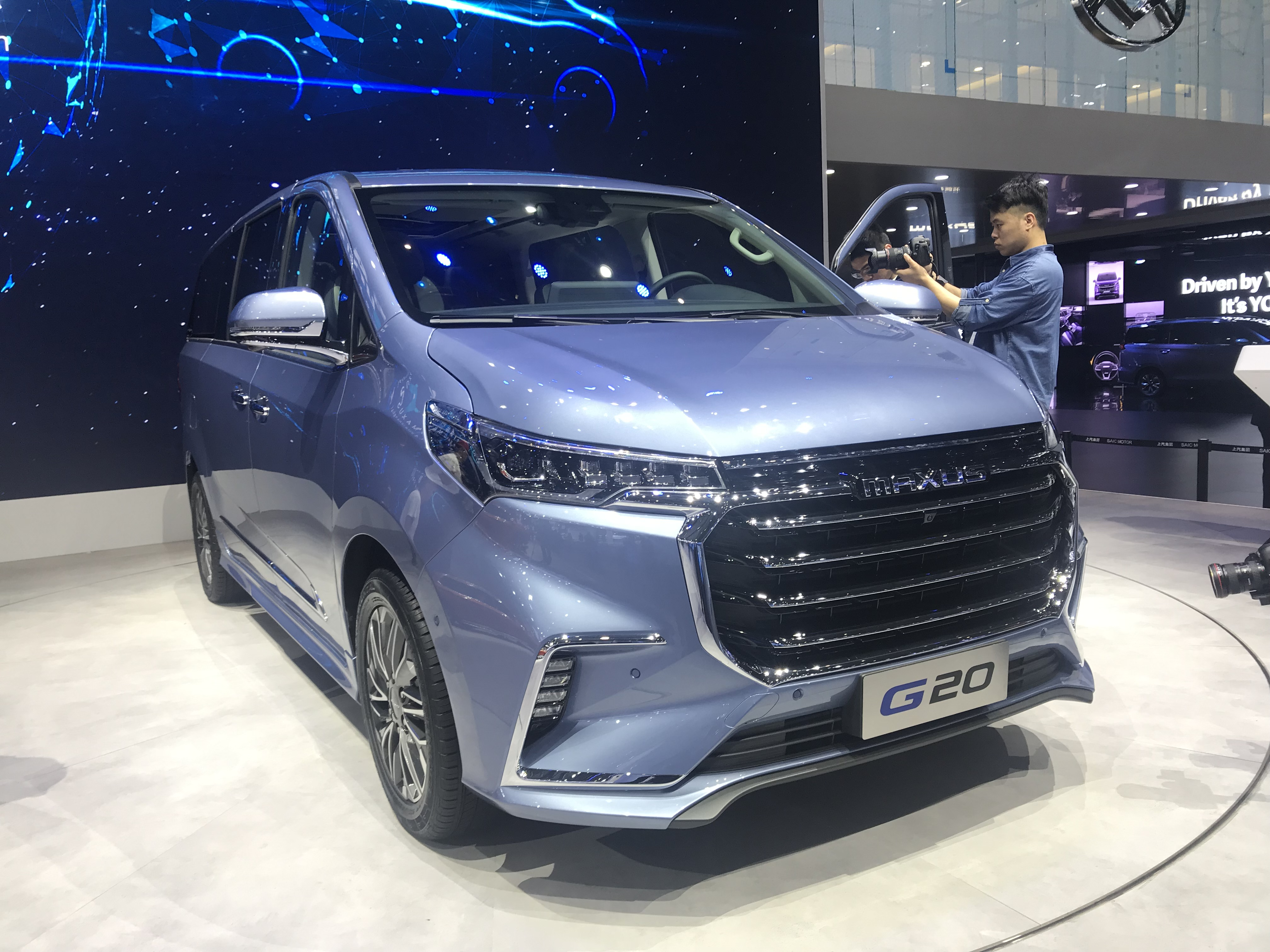
Maxus G20 (2019 — настоящее время)
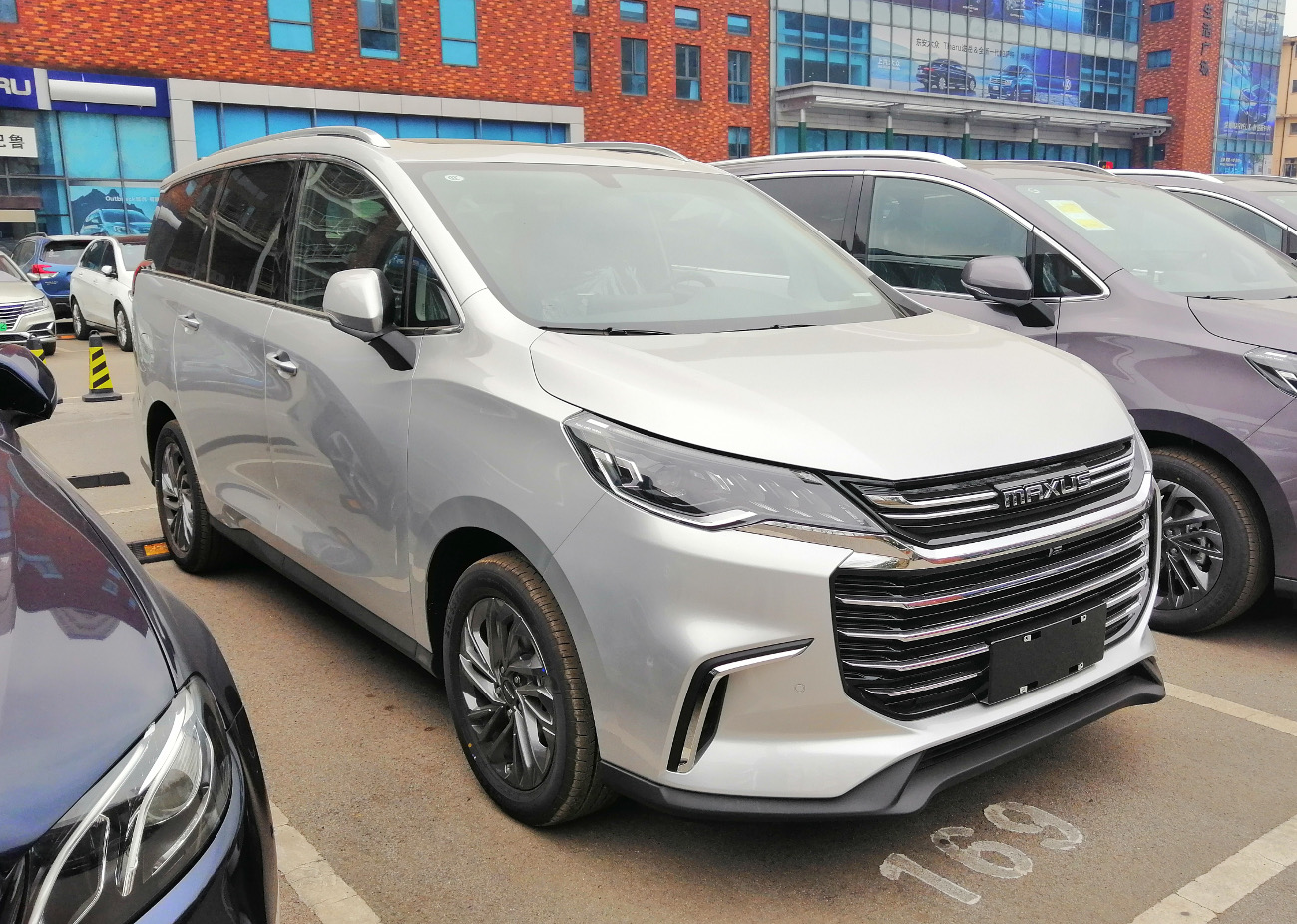
Maxus G50 (2019 — настоящее время)
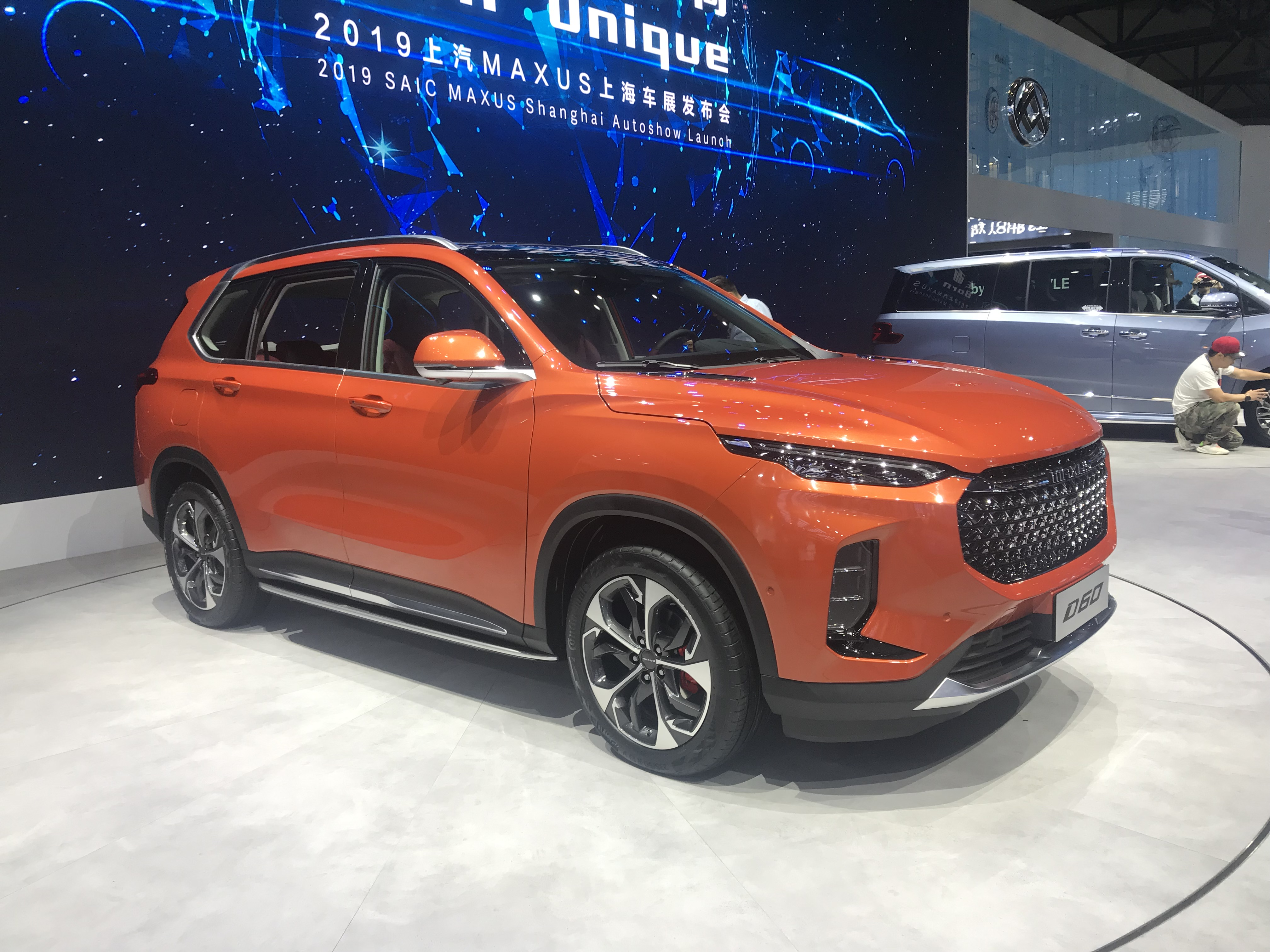
Maxus D60 (2019 — настоящее время)
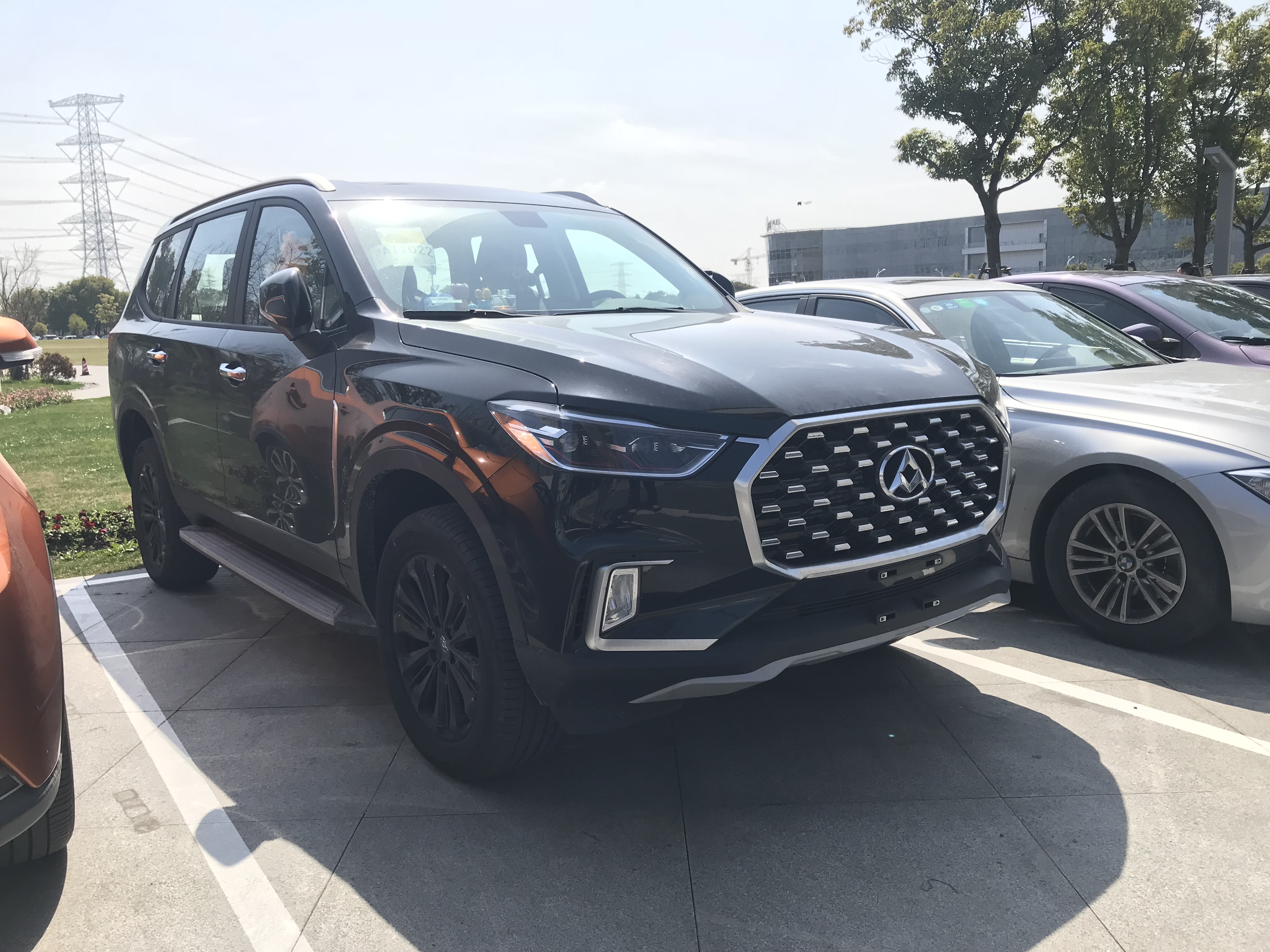
Maxus D90 (2017 — настоящее время)
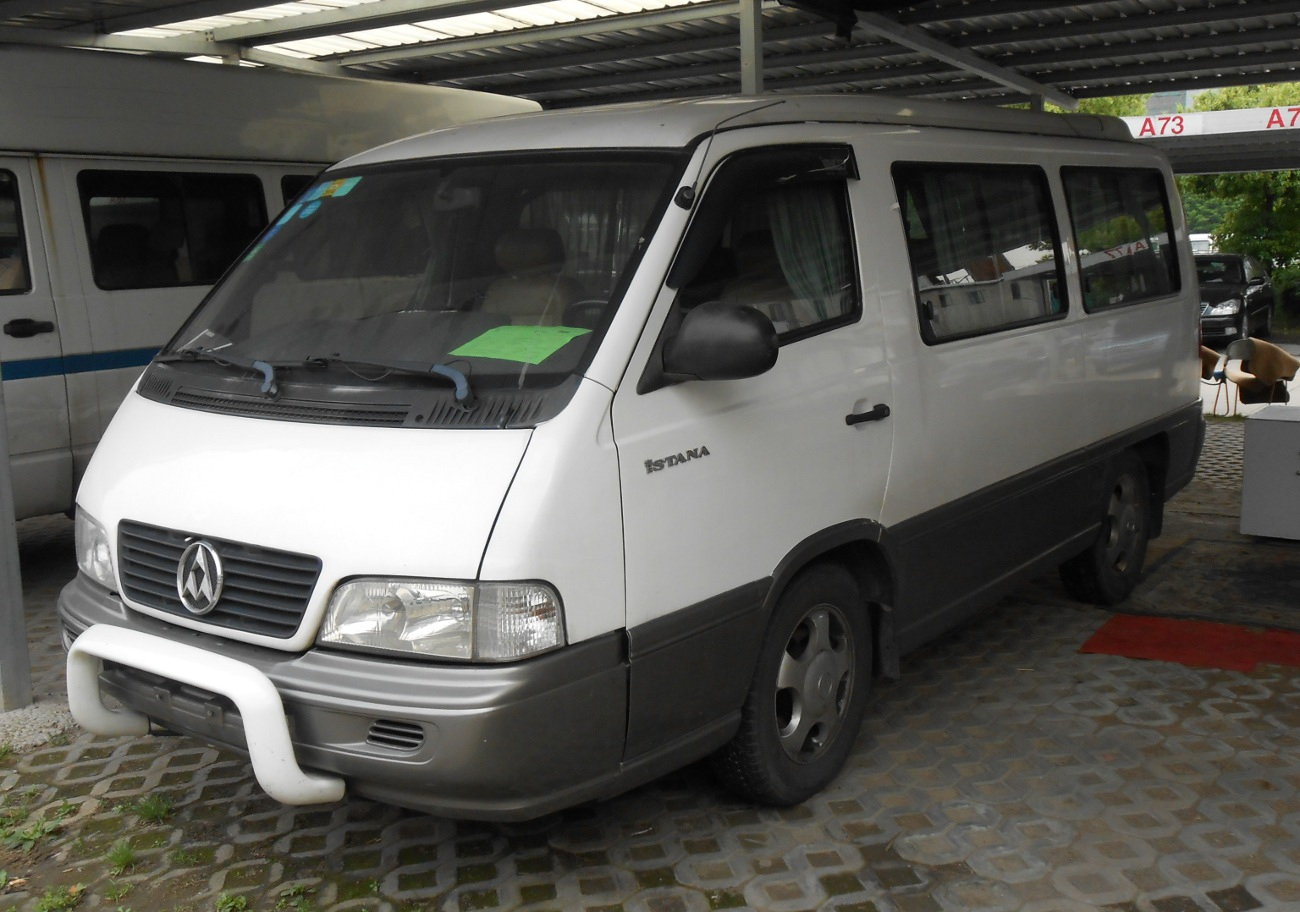
Maxus Istana (2009—2014)
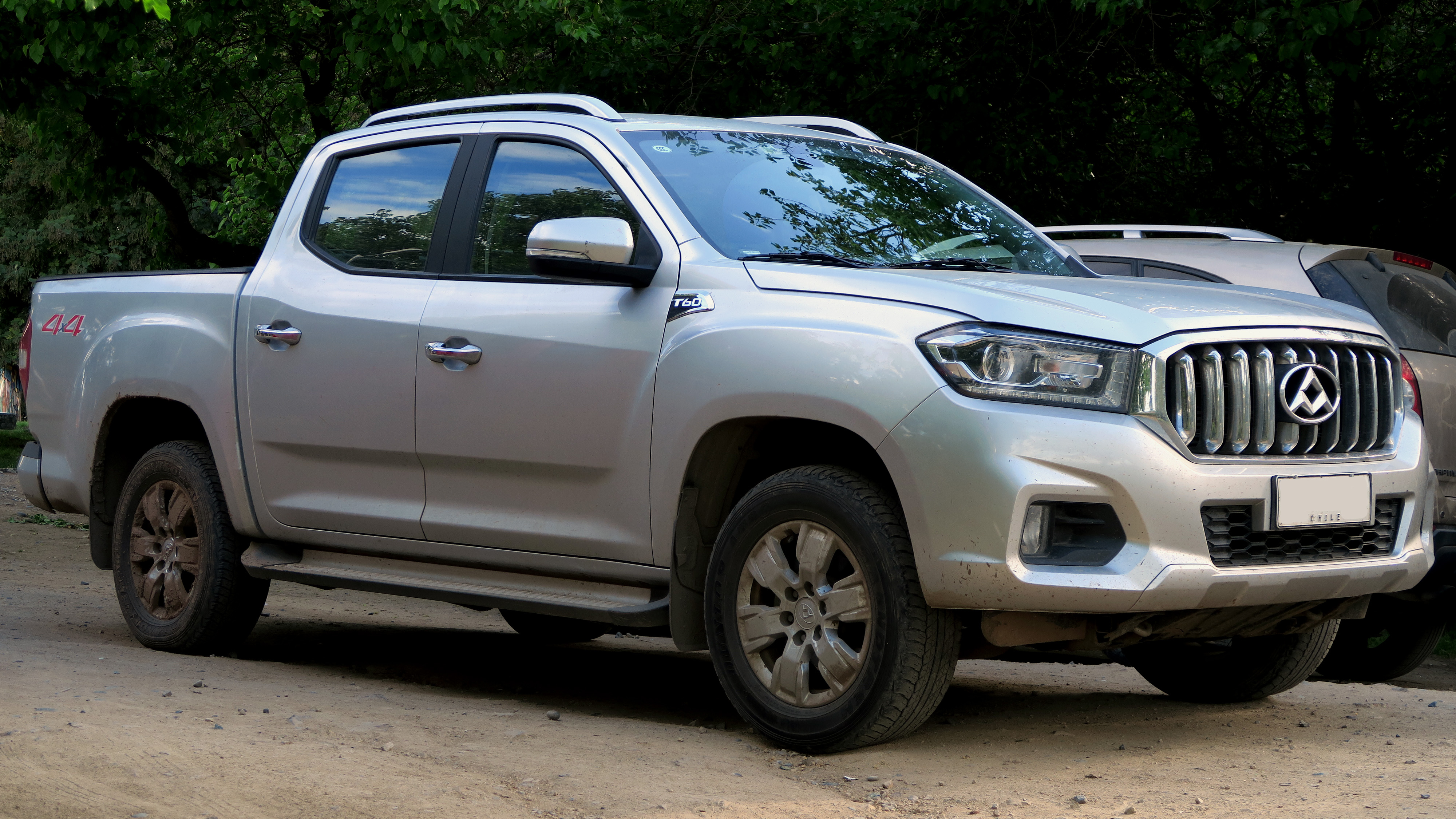
Maxus T60 (2016 — настоящее время)
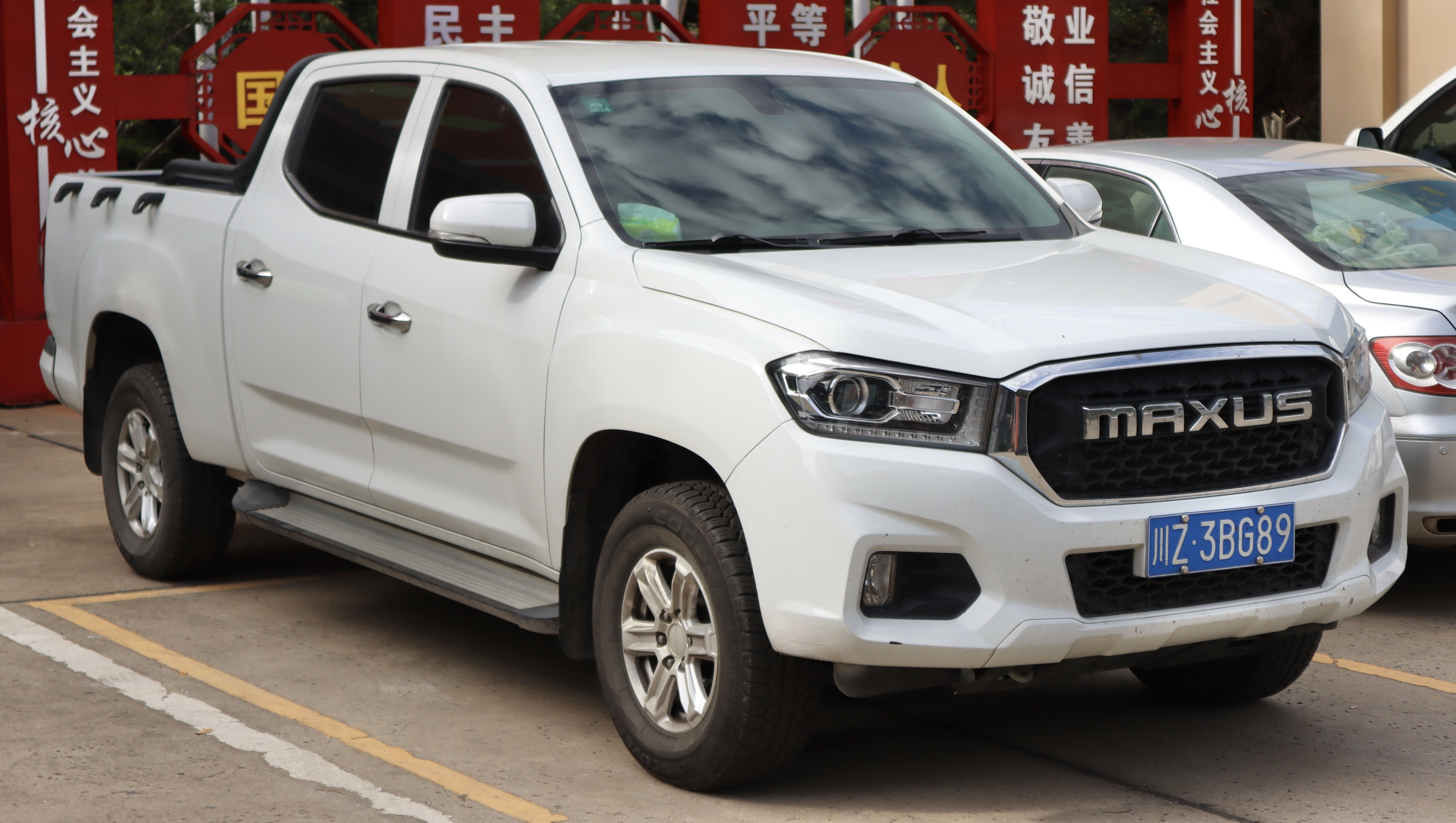
Maxus T70 (2019 — настоящее время)
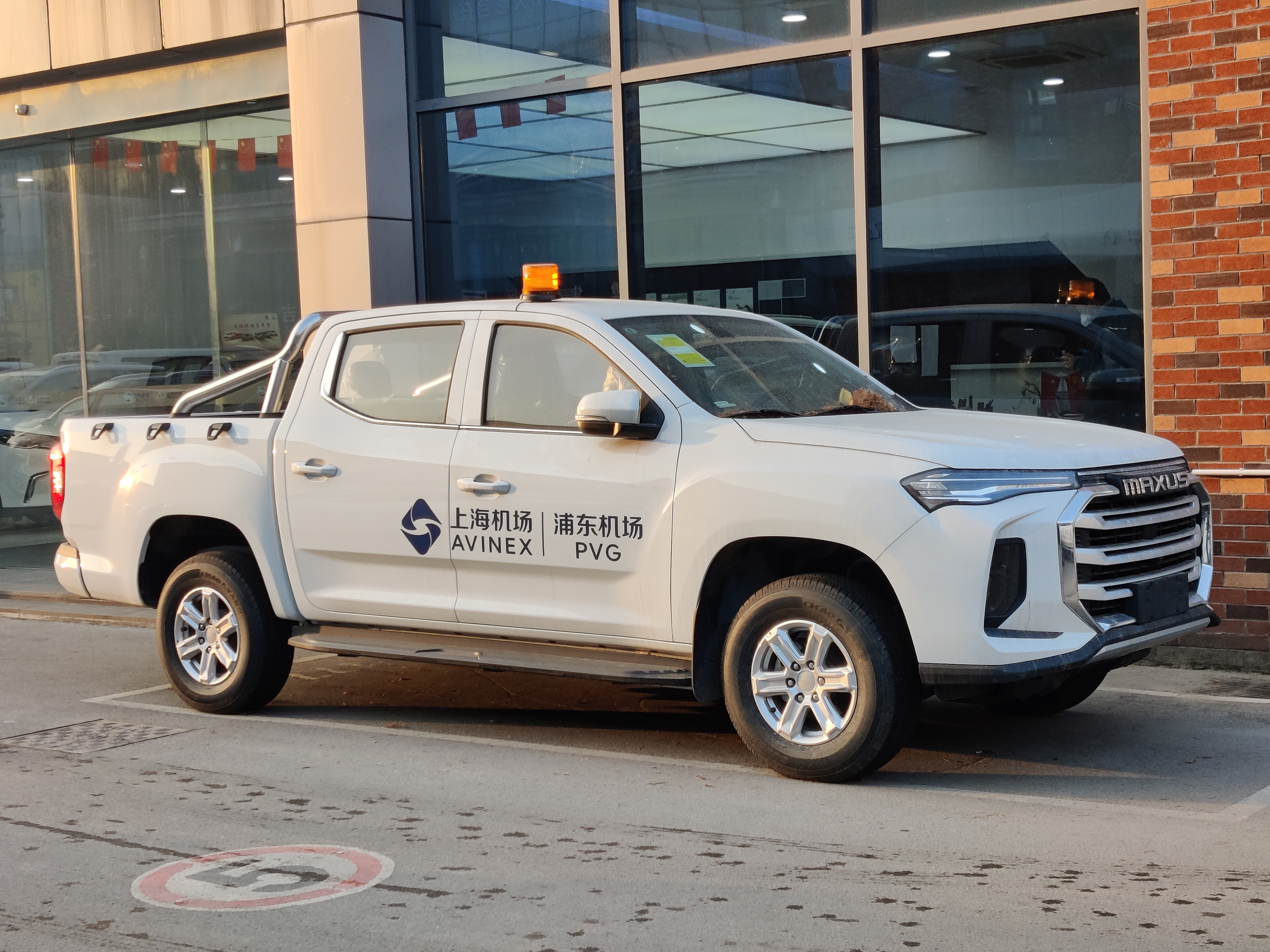
Maxus T90 (2021 — настоящее время)
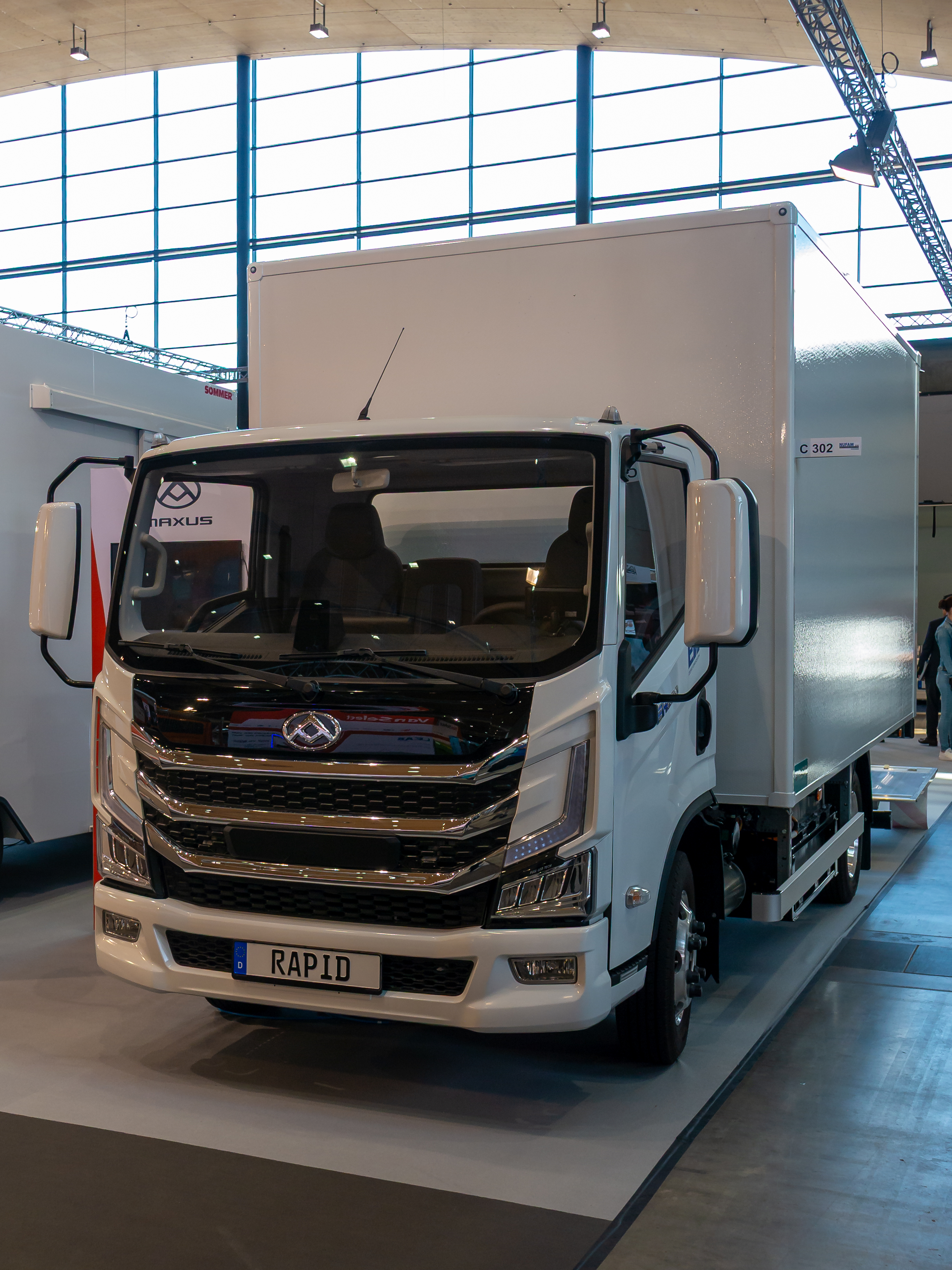
Maxus EH300